# Makmur (Pangkalan Kerinci)
Makmur is een bestuurslaag in het regentschap Pelalawan van de provincie Riau, Indonesië. Makmur telt 4467 inwoners (volkstelling 2010).